# Verlustantizipation
Die Verlustantizipation ist ein Bestandteil des deutschen Bilanzrechts. Das Prinzip der Verlustantizipation besagt, dass Verluste bereits zu dem Zeitpunkt erfolgswirksam vereinnahmt werden müssen, zu dem sie absehbar sind, ohne dass sie hinsichtlich tatsächlichem Eintritt, Eintrittszeitpunkt und/oder Höhe feststehen. Der Verlustantizipation liegt das Imparitäts- bzw. Vorsichtsprinzip des deutschen Bilanzrechts zu Grunde (§ 252 Abs. 1 Nr. 4 HGB). Eine konkretisierende Einzelvorschrift im deutschen Handelsgesetzbuch betrifft beispielsweise die Bildung von Drohverlustrückstellungen.